# Draft de la BAA de 1949
El Draft de la BAA de 1949 fue el tercer draft de la Basketball Association of America (BAA), que posteriormente se convirtió en la National Basketball Association (NBA). El draft se celebró el 21 de marzo de 1949 antes del comienzo de la temporada 1949-50. 
En este draft, once equipos de la BAA junto con Indianapolis Olympians, que se unió a la liga, seleccionaron a jugadores amateurs del baloncesto universitario. El draft consistió de ocho rondas y dos elecciones territoriales, con un total de 75 jugadores seleccionados. Fue el último draft de la BAA antes de que la liga se renombrase a NBA en agosto de 1949, antes del comienzo de la temporada 1949-50.

## Selecciones y notas del draft
Howie Shannon, de la Universidad Estatal de Kansas, fue seleccionado en la primera posición por Providence Steamrollers. Sin embargo, Ed Macauley y Vern Mikkelsen fueron seleccionados antes del draft como elecciones territoriales de St. Louis Bombers y Minneapolis Lakers respectivamente. Tres jugadores de este draft, Vern Mikkelsen, Ed Macauley y Dick McGuire, fueron posteriormente incluidos en el Basketball Hall of Fame.

## Leyenda
|  | Denota jugador miembro del Basketball Hall of Fame                                                 |
|  | Denota jugador que ha sido seleccionado al menos en un All-Star Game y un Mejor Quinteto de la NBA |
|  | Denota jugador que ha sido seleccionado al menos en un All-Star Game                               |
|  | Denota jugador que nunca ha jugado en la NBA                                                       |

## Draft
| Ronda | Pick | Jugador         | Posición | Equipo                  | Universidad      |
| ----- | ---- | --------------- | -------- | ----------------------- | ---------------- |
| T     | –    | Ed Macauley     | F/C      | St. Louis Bombers       | Saint Louis      |
| T     | –    | Vern Mikkelsen  | F/C      | Minneapolis Lakers      | Hamline          |
| 1     | 1    | Howie Shannon   | G/F      | Providence Steamrollers | Kansas State     |
| 1     | 2    | Alex Groza      | C        | Indianapolis Olympians  | Kentucky         |
| 1     | 3    | Bob Harris      | F/C      | Fort Wayne Pistons      | Oklahoma State   |
| 1     | 4    | Tony Lavelli    | F        | Boston Celtics          | Yale             |
| 1     | 5    | Vern Gardner    | F/C      | Philadelphia Warriors   | Utah             |
| 1     | 6    | Ron Livingstone | C        | Baltimore Bullets       | Wyoming          |
| 1     | 7    | Dick McGuire    | G        | New York Knicks         | St. John's       |
| 1     | 8    | Wallace Jones   | F        | Washington Capitols     | Kentucky         |
| 1     | 9    | Jack Kerris     | F/C      | Chicago Stags           | Loyola (IL)      |
| 1     | 10   | Frank Saul      | G/F      | Rochester Royals        | Seton Hall       |
| 2     | –    | Leo Barnhorst   | G/F      | Indianapolis Olympians  | Notre Dame       |
| 2     | –    | Ralph Beard     | G        | Chicago Stags           | Kentucky         |
| 2     | –    | Jack Coleman    | F/C      | Rochester Royals        | Louisville       |
| 2     | –    | Harry Donovan   | G        | New York Knicks         | Muhlenberg       |
| 2     | –    | George Kaftan   | F        | Boston Celtics          | Holy Cross       |
| 2     | –    | Jim Nolan       | C        | Philadelphia Warriors   | Georgia Tech     |
| 2     | –    | John Oldham     | G        | Fort Wayne Pistons      | Western Kentucky |
| 2     | –    | Johnny Orr      | F        | St. Louis Bombers       | Beloit           |
| 2     | –    | Red Owens       | G        | Washington Capitols     | Baylor           |

## Otras elecciones
La siguiente lista incluye otras elecciones de draft que han aparecido en al menos un partido de la BAA/NBA.
| Ronda | Pick | Jugador          | Posición | Equipo                  | Universidad        |
| ----- | ---- | ---------------- | -------- | ----------------------- | ------------------ |
| 3     | –    | Nelson Bobb      | G        | Philadelphia Warriors   | Temple             |
| 3     | –    | Dwight Eddleman  | G/F      | Chicago Stags           | Illinois           |
| 3     | –    | Paul Gordon      | F        | Baltimore Bullets       | Notre Dame         |
| 3     | –    | Ed Leede         | G/F      | Providence Steamrollers | Dartmouth          |
| 3     | –    | Joe Mullaney     | G        | Boston Celtics          | Holy Cross         |
| 3     | –    | Mac Otten        | F/C      | Indianapolis Olympians  | Bowling Green      |
| 3     | –    | Fred Schaus      | F        | Fort Wayne Pistons      | West Virginia      |
| 3     | –    | Ernie Vandeweghe | G/F      | New York Knicks         | Colgate            |
| 4     | –    | Bob Evans        | G        | Indianapolis Olympians  | Butler             |
| 4     | –    | Jerry Nagel      | G        | Fort Wayne Pistons      | Loyola (IL)        |
| 4     | –    | Warren Perkins   | G/F      | Providence Steamrollers | Tulane             |
| 5     | –    | Cliff Barker     | G        | Washington Capitols     | Kentucky           |
| 5     | –    | Ray Corley       | G        | Providence Steamrollers | Georgetown         |
| 5     | –    | Earl Dodd        | F        | St. Louis Bombers       | Northeast Missouri |
| 6     | –    | Don Boven        | G/F      | Indianapolis Olympians  | Western Michigan   |
| 7     | –    | John Pritchard   | C        | St. Louis Bombers       | Drake              |
| 8     | –    | Duane Klueh      | G        | Boston Celtics          | Indiana State      |
| 8     | –    | Bob Royer        | G        | Providence Steamrollers | Indiana State      |
| –     | –    | Bob Harrison     | G        | Minneapolis Lakers      | Michigan           |
| –     | –    | Paul Walther     | G/F      | Minneapolis Lakers      | Tennessee          |
| –     | –    | Marv Schatzman   | F        | St. Louis Bombers       | Saint Louis        |